# 島崎敬夫
島崎 敬夫（しまざき よしお、1902年10月11日 - 1975年6月29日）は、日本の経営者。横浜ゴム社長を務めた。高知県高知市出身。実弟に俳優の志村喬がいる。

## 経歴
1926年に慶應義塾大学経済学部を卒業し、同年に古河銀行に入行。1931年に横浜ゴムに転じ、1948年に取締役に就任し、常務、専務、副社長を経て、1965年には社長に就任。1973年2月に会長に就任。
1969年に藍綬褒章を受章。
1975年6月29日に肝硬変のために死去。72歳没。